# Leucopholis jacquinoti
Leucopholis jacquinoti är en skalbaggsart som beskrevs av Blanchard 1851. Leucopholis jacquinoti ingår i släktet Leucopholis och familjen Melolonthidae. Inga underarter finns listade i Catalogue of Life.